# Ректори Вільнюського університету

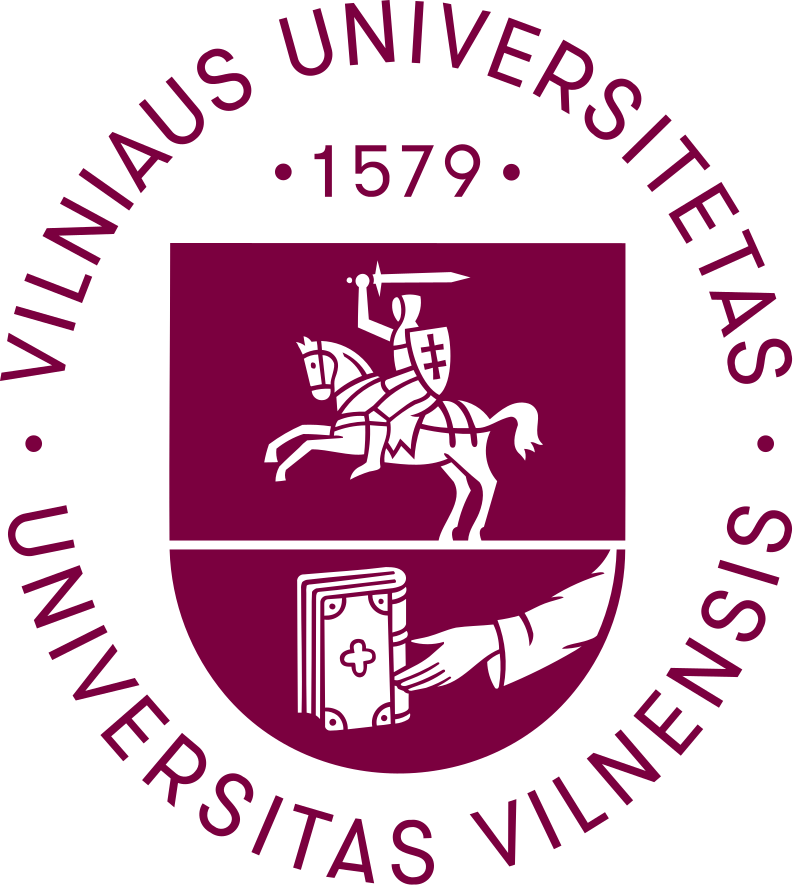
Логотип Вільнюського університету

Ректори Вільнюського університету — керівники Вільнюського університету і навчальних закладів, які йому передували (від 1579 року до сьогодні).

## Ректори Віленської єзуїтської колегії

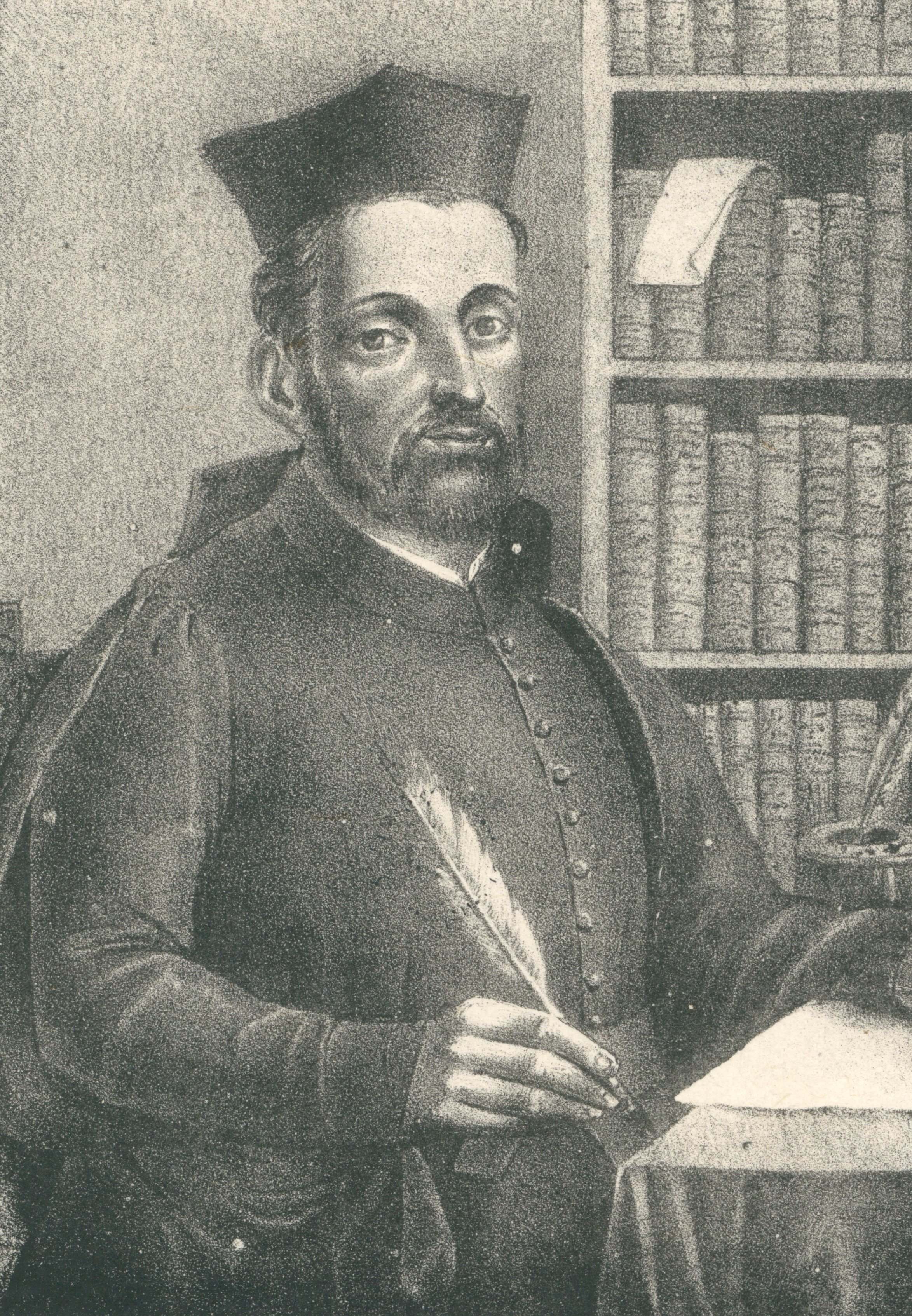
Станіслав Варшевіцький — перший ректор Віленської колегії єзуїтів

- Станіслав Варшевіцький[pl] (1570—1578) — організатор і перший ректор Віленської колегії Товариства Ісуса
- Якуб Вуєк (1578—1579)

## Ректори Віленської академії і університету Товариства Ісуса

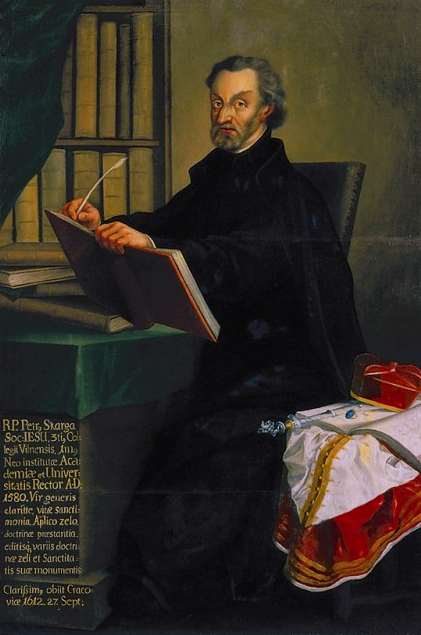
Петро Скарґа — перший ректор Віленської єзуїтської академії і університету

- Петро Скарґа (1579—1585) — перший ректор Віленської академії і університету Товариства Ісуса (лат. Almae Academia et Universitas Vilnensis Societatis Jesu)
  - Павел Бокша (віце-ректор 1583—1585)
- Ґарсіас Алабіано (1585—1592)
- Фридерик Бартш (1592—1595)
- Леонард Кракер (1595—1599)
- Павел Бокша (1599—1602)
- Адам Брокк (1602—1605)
- Міґель Ортіз (1605—1608)
- Станіслав Влошек (1609—1611)
- Шимон Ніклевич (1611—1614)
- Мікеле Сальпа (1614—1618)
- Ян Ґружевський (1618—1625)
- Шимон Ніклевич (1625—1629)
- Філіп Фрізіус (1629—1632)
- Шимон Уґнєвський (1632—1637)
- Мельхіор Шмеллінґ (1638—1641)
- Ян Ґружевський (1641—1643)
- Бенедікто де Сохо (1643—1646)
- Альберт Цецішевський (1646—1649)
  - Ян Ривоцький (віце-ректор 1649)
- Ґреґор Шонгофф (1650—1653)
- Альберт Віюк-Коялович (1653—1655)
  - Зиґмунт Ляуксмін (віце-ректор 1655—1657)
- Казімєж Віюк-Коялович (віце-ректор 1657—1659; ректор 1659—1661)
- Міхал Ґінкевич (1661—1663)
- Даніель Бутвіл (1663—1666)
- Анджей Воллович (1666—1669)
- Станіслав Тупік (1669—1672)
- Бальтазар Роґальський (1672—1675)
- Павел Бохен (1675—1678)
- Анджей Рибський (1678—1681)
- Владислав Рудзінський (1681—1683)
- Міхал Мазовецький (1683—1684)
- Пйотр Кінтовський (1684—1688)
- Францішек Куцевич (1688—1691)
- Бальтазар Данкварт (1694—1697)
- Кшиштоф Лосєвський (1697—1701)
- Якуб Гладовіцький (1701—1704)
  - Марцін Ґодебський (віце-ректор 1704—1705)
- Тобіаш Арент (1705—1710)
- Мацей Карський (1710—1713)
- Кшиштоф Лімонт (1713—1716)
- Тобіаш Арент (1716—1720)
- Кшиштоф Ґоршвілло (1720; †21 квітня 1721)
- Тобіаш Арент (1721—1724)
- Станіслав Сокульський (1724—1727)
- Владислав Александер Даукша (1727—1731)
- Станіслав Сокульський (1731—1735)
- Кароль Бартольд (1735—1738)
- Юзеф Садовський (1738—1741)
- Владислав Александер Даукша (1741—1745)
- Францішек Рошцішевський (1745—1752)
- Ян Юрага (1752—1755)
- Марцін Бжозовський (1755—1759)
- Іґнаци Жаба (1760—1763)
- Казімєж Візґірд (1763—1766)
- Казімєж Пшецішевський (1766—1769)
- Юзеф Янковський (1769—1772)
- Антоній Скорульський (1772—1774)

## Ректори Головної Віленської школи
- Жан Еммануель Жілібер (1779—1780)

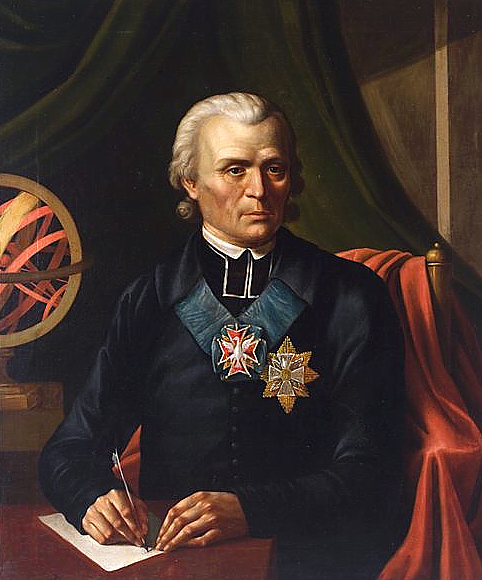
Мартин Почобут-Одляницький — довголітній ректор Головної Віленської школи

- Мартин Почобут-Одляницький (1780—1799)
- Єронім Стройновський (1799—1806)

## Ректори Віленського імператорського університету
- Ян Снядецький (1807—1815)
  - Йоганн Андреас Лобенвейн (в. о. ректора 1815—1817)
- Шимон Малевський (1817—1822)
- Людвіг Боянус (1822—1823)
- Йосиф Твардовський (1823—1824)
- Вацлав Пелікан (1824—1832)

## Ректори Вільнюського університету ім. Стефана Баторія
- Міхал Сєдлецький (1919—1921)
- Віктор Станєвич (1921—1922)
- Альфонс Парчевський (1922—1924)

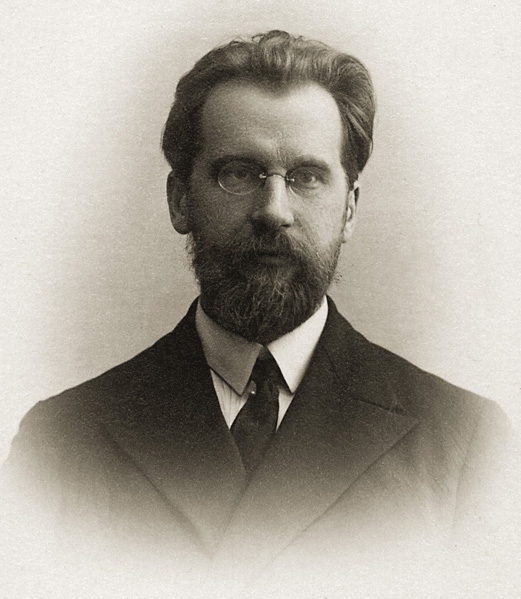
Миколас Біржішка — ректор університету в період Другої світової війни

- Владислав Дзєвульський (1924—1925)
- Мар'ян Здзєховський (1925—1926)
- Станіслав Піґонь (1926—1928)
- Чеслав Фальковський (1928—1930)
- Александер Янушкевич (1930—1932)
- Казімєж Опочинський (1932—1933)
- Вітольд Станєвич (1933—1936)
- Владислав Мар'ян Яковіцький (1936—1937)
- Александер Войціцький (1937—1939)
- Стефан Еренкройц (1939)

## Ректор Вільнюського університету
- Миколас Біржішка (1940—1943)

## Ректори Вільнюського державного університету ім. Вінцаса Капсукаса

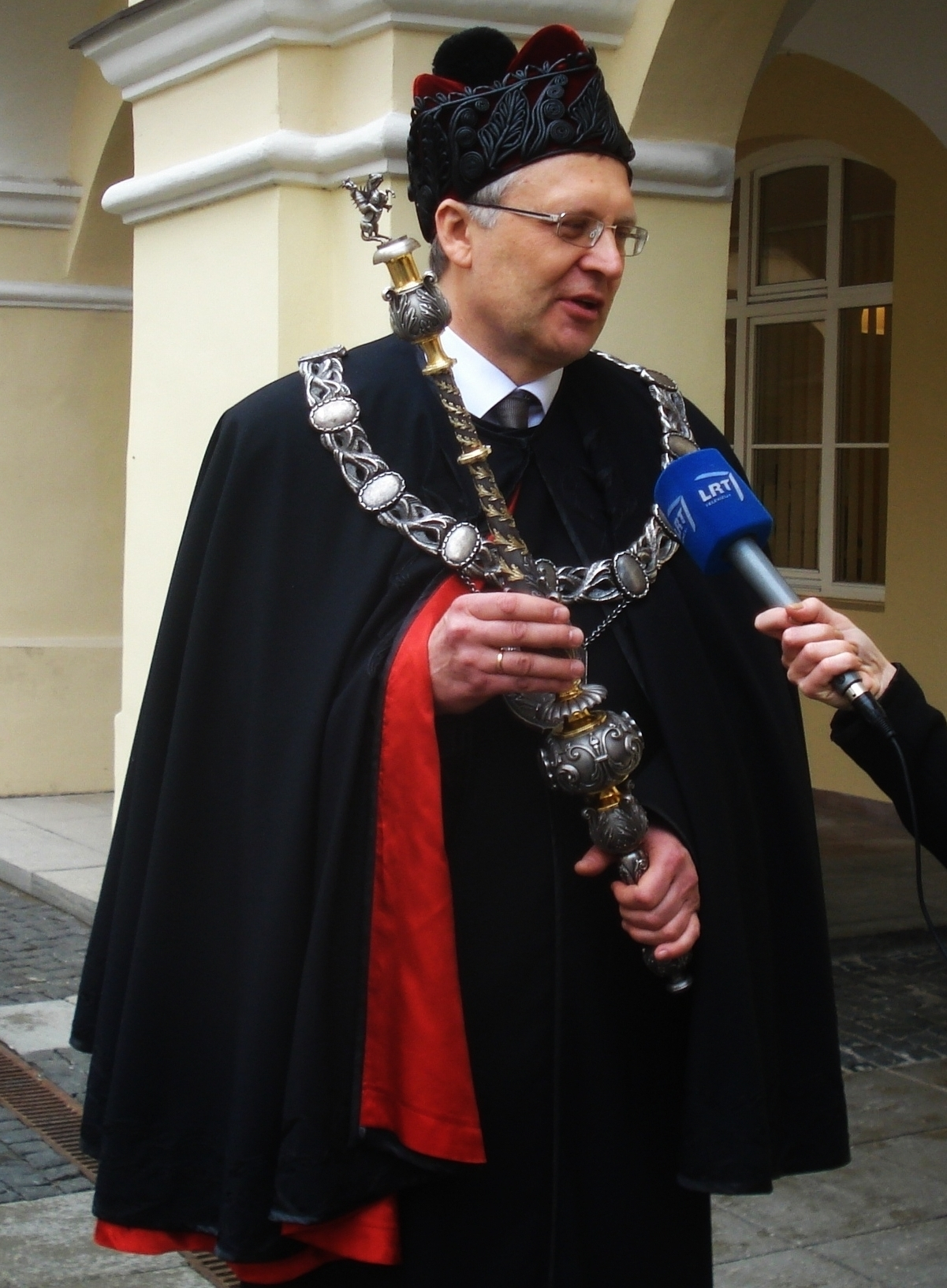
Артурас Жукаускас — ректор університету 2015—2020

- Казімерас Белюкас (1944—1946)
- Зіґмас Жямайтіс (1946—1948)
- Йонас Бучас (1948—1956)
- Юозас Булавас (1956—1958)
- Йонас Кубілюс (1958—1990)

## Ректори Вільнюського університету від 1990 року
- Роландас Павільоніс (1990—2000)
- Бенедіктас Юодка (в. о. ректора 2001—2002, ректор 2002—2012)
- Юрас Баніс (в. о. ректора 2012—2015)
- Артурас Жукаускас (2015—2020)
- Рімвідас Петраускас (від 20 січня 2020)